# Hội chợ sách Ulaanbaatar

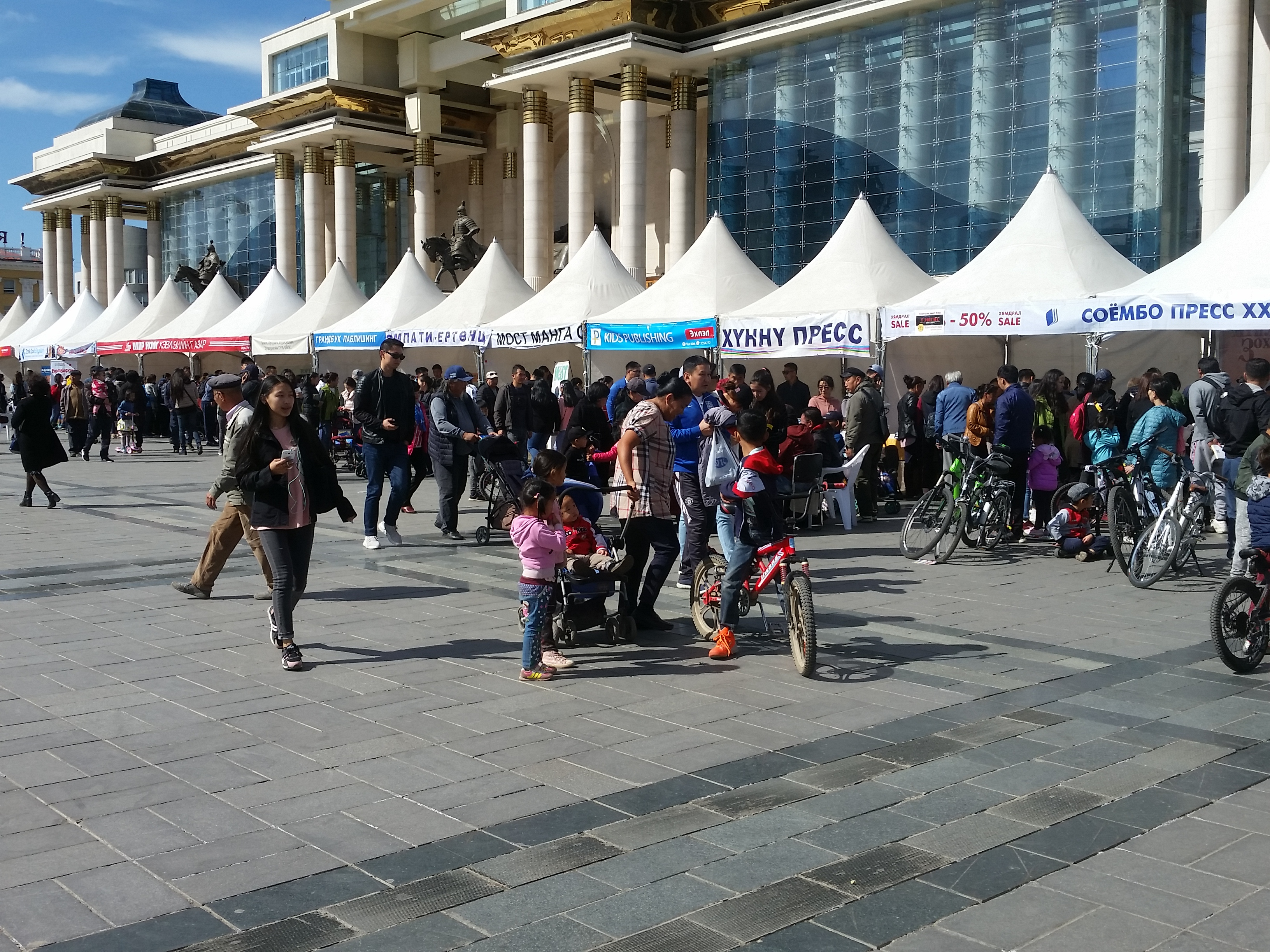
Hội chợ sách Ulaanbaatar

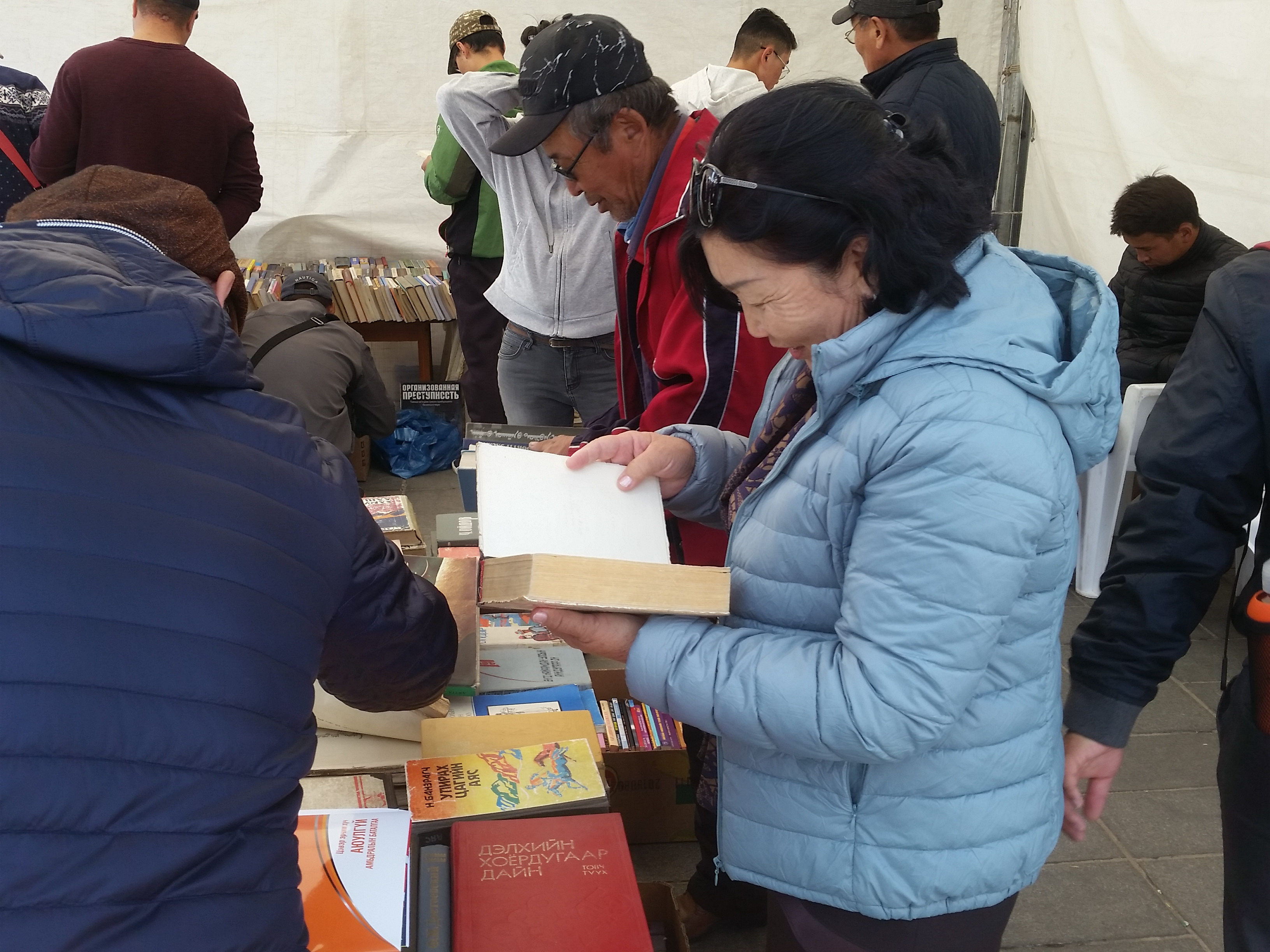
Độc giả kiểm tra sách tại hội chợ sách

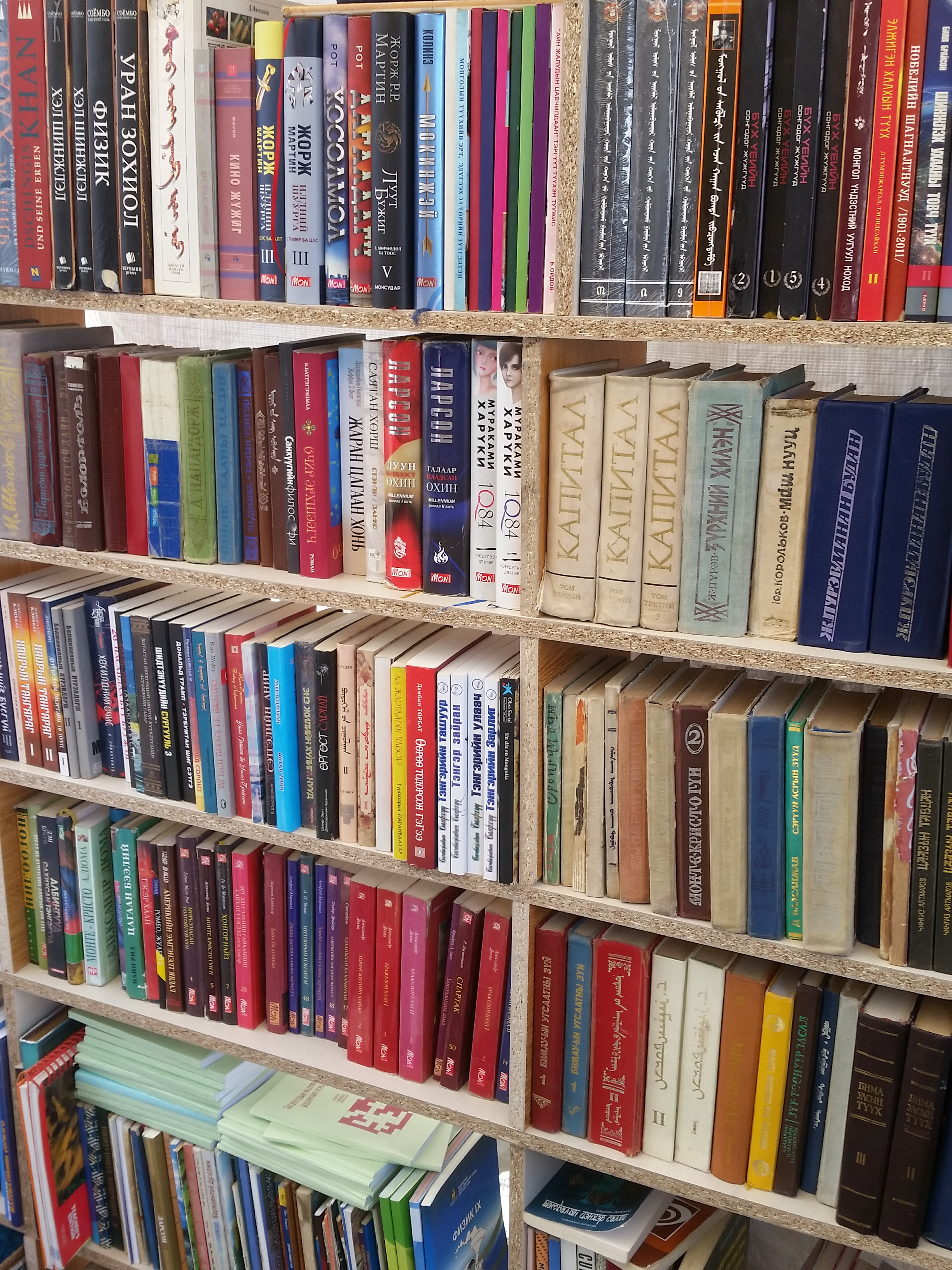
Trong hội chợ sách, bán hàng và trao đổi sách cũ cũng được tổ chức.

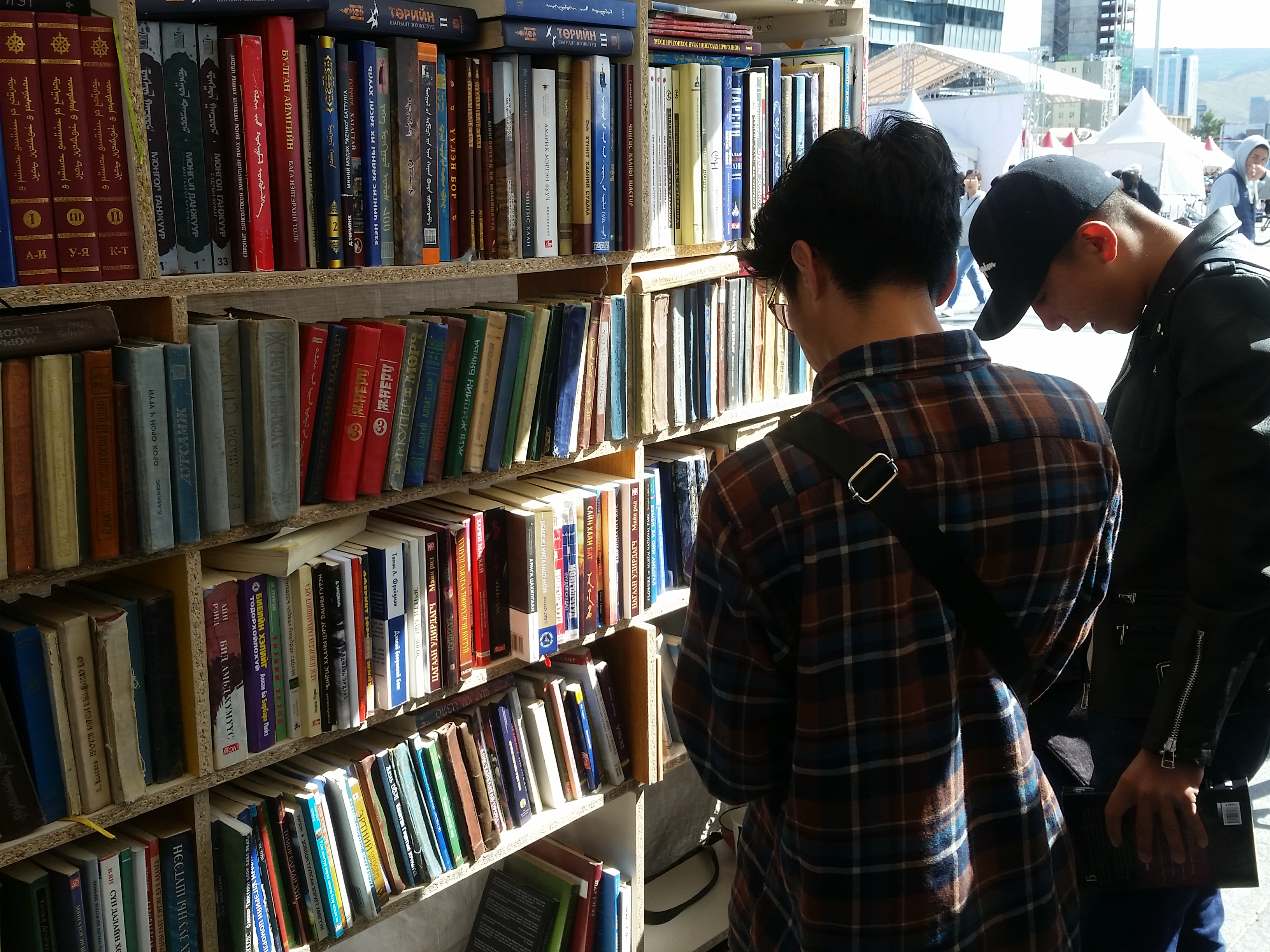
Độc giả kiểm tra sách tại hội chợ sách

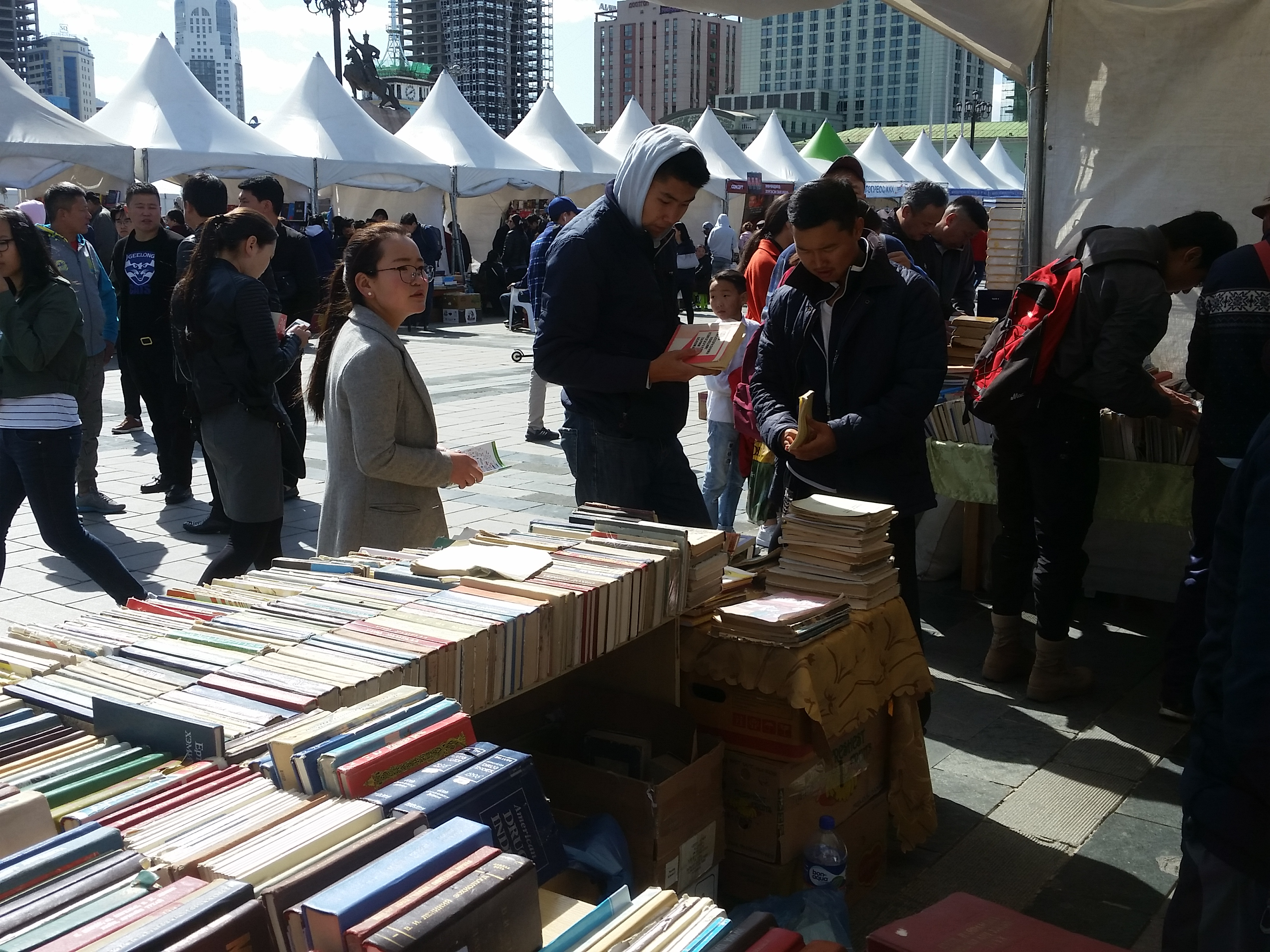
Độc giả kiểm tra sách tại hội chợ sách

Hội chợ sách Ulaanbaatar được tổ chức hàng năm từ tháng 5 đến tháng 9 tại Ulaanbaatar, Mông Cổ. Hơn 300 tác giả và hơn 120 nhà xuất bản cùng các tổ chức liên quan tham gia vào sự kiện này cùng với các độc giả yêu thích tại đây. Sự kiện này được tổ chức bởi sở văn hóa của thành phố và Bộ Giáo dục Mông Cổ. Hội chợ sách này cho phép người đọc làm quen với những cuốn sách mới nhất, gặp gỡ các tác giả và tham dự các buổi nói chuyện về cuốn sách của họ, được kết nối và mở rộng kinh nghiệm văn hóa sách của họ.

Đồng thời, tại các thành phố khác của Mông Cổ và các thủ phủ của các tỉnh khác tổ chức hội chợ sách giống như một sự kiện văn hóa lớn vào mỗi năm.